# タイミル自然保護区

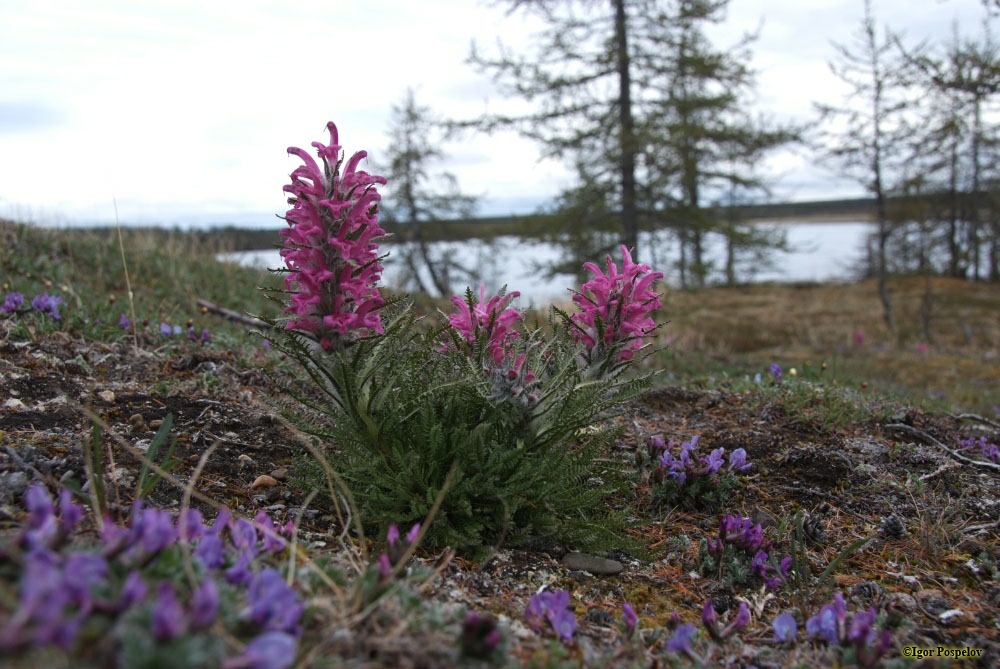
タイミル自然保護区のPedicularis alopecuroides

タイミル自然保護区（タイミルしぜんほごく、ロシア語: Государственный природный биосферный заповедник «Таймырский»）はロシア連邦クラスノヤルスク地方のタイミル半島にあるロシア最大の自然保護区の一つである。面積は1,781,928ヘクタールあり、タイミル湖など4つのセクターで構成される。1979年2月23日に創設され、1995年にユネスコの生物圏保護区に指定された。2013年までに、他の近隣諸国と共同の管理機関が設けられた。
この保護区は東大西洋フライウェイの北部にあり、保護区内にはツンドラとステップが広がり、ワタスゲ属の草原、カラマツ属およびヒメカンバの森林もある。気候は寒く、全域が永久凍土帯にある。主な地形は平野であるが、一部にモレーンと湖沼周辺の沖積低地があり、第四紀の断続的な氷河作用と海進、そして河川の堆積作用によって形成された。保護区内には野生のトナカイ、ジャコウウシ、ホッキョクギツネ、カンジキウサギ、ホッキョクグマ、セイウチ、ワモンアザラシ、シロイルカが生息しており、オオハム、マガン、ヒシクイ、アオガン、カモ類などの鳥類の営巣地もある。南西部のゴルビタ川の内陸三角州一帯はラムサール条約登録地である。